# Clarisse Nomaye
Clarisse Nomaye z domu Nandogngar – adwokat z wykształcenia, czadyjska pisarka i poetka. Dołączyła do ekskluzywnego kręgu kobiet-pisarzy z Czadu dzięki powieści „L'amitié sans frontiere” („Przyjaźń bez granic”), wydanej przez Edilivres. W debiutanckiej powieści ukazuje cud przyjaźni między trzema kobietami z różnych środowisk społecznych. Umiejętnie łączy tradycje narodu z nowoczesnością. Użyte nazwy miast i postaci są w jej ojczystym języku, „nang-nda”.  
W 2015 wydała tomik wierszy „Femme tchadienne, femme de toute part” („Czadyjska kobieta, kobieta ze wszystkich stron”), poświęcony czadyjskim kobietom. Porusza w nim kwestie wczesnego małżeństwa, gwałtu i różnych form przemocy wobec kobiet, apeluje o wzmocnienie pozycji kobiet i ich emancypację. 
W 2017 jury Nagrody Literackiej Josepha Brahima Seida przyznało jej specjalną nagrodę za zaangażowanie w dziedzinie literatury. 

## Twórczość

### Powieści
- L'amitié sans frontiere (2012)
- Une famille absolument (2016)

### Poezja
- Femme tchadienne, femme de toute part (2015)